# Нормалізоване число
У прикладній математиці, число є нормалізованим якщо воно представлене в експоненційному записі з один десятковим ненульовим числом перед десятковою комою. Отже, дійсне число представляється у нормалізованому експоненційному записі так:
{\displaystyle \pm d_{0}.d_{1}d_{2}d_{3}\dots \times 10^{n}}
де n — ціле число, а {\displaystyle d_{0},} {\displaystyle d_{1},} {\displaystyle d_{2}}, {\displaystyle d_{3}}... — цифри числа з основою 10 і {\displaystyle d_{0}} не нуль. Тобто, його перша цифра (найлівіша) не нуль і одразу за нею слідує десяткова кома. Це стандартна форма експоненційного запису. Альтернативною формою є мати перше ненульову число після десяткової коми.

## Приклади
Наприклад, число {\displaystyle x=918.082} у нормалізованій формі виглядає
{\displaystyle 9.18082\times 10^{2}},
тоді як число −0.00574012 у нормалізованій формі буде
{\displaystyle -5.74012\times 10^{-3}.}
Очевидно, будь-яке ненульове дійсне число можна нормалізувати.

## Інші основи
Визначення не змінюється якщо число представлене не за основою 10.
З основою b нормалізоване число матиме форму 
{\displaystyle \pm d_{0}.d_{1}d_{2}d_{3}\dots \times b^{n},}
де знов {\displaystyle d_{0}\not =0,} і «цифри» {\displaystyle d_{0},} {\displaystyle d_{1},} {\displaystyle d_{2}}, {\displaystyle d_{3}}... 
є цілими між {\displaystyle 0} і {\displaystyle b-1}.
У багатьох комп'ютерних системах, числа з рухомою комою на внутрішньому рівні представлені використовуючи нормалізовану форму їхніх двійкових представлень. Хоча кома описується як «рухома», для нормалізованого числа його позиція фіксована, рух відбивається у різних значеннях показника.